# 4092 Tyr
För andra betydelser, se Tyr (olika betydelser).
4092 Tyr eller 1986 TJ4 är en asteroid i huvudbältet som upptäcktes den 8 oktober 1986 av den danska astronomen Poul Jensen vid Brorfelde-observatoriet. Den är uppkallad efter den fornnordiska guden Tyr.